# Thái Lan trong Chiến tranh Triều Tiên

Vua Bhumibol Adulyadej (lên ngôi vào 5 Tháng Năm 1950) công bố "Chiến tranh hoàng gia ở Hàn Quốc"(พระราชสงครามในเกาหลี).

Thái Lan là một trong 21 nước phản ứng với yêu cầu của Liên Hợp Quốc gửi quân tới Hàn Quốc trong Chiến tranh Triều Tiên 1950-53. Cũng như là một trong những nước đầu tiên bày tỏ một cách công khai sự ủng hộ của mình đối với nguyên do của Nam Triều Tiên, đồng thời là một trong những nước đóng góp lớn nhất cho chiến tranh của Liên Hợp Quốc. Sự hỗ trợ của Thái Lan rất quan trọng đối với các trận đánh quyết định kết quả chiến tranh, bao gồm Trận chiến của Sườn Đồi và Trận đấu thứ Ba của Seoul.

## Can thiệp
Thái Lan là nước đầu tiên ở châu Á gửi viện trợ cho Hàn Quốc. Nhận thấy rằng một cuộc tiếp quản của Cộng sản tại Triều Tiên có thể là thảm họa đối với trật tự chính trị của Thái Lan, chính phủ Thái Lan đã quyết định ủng hộ nguyên nhân của Nam Triều Tiên. Bốn tấn gạo được gửi đến Hàn Quốc như là viện trợ lương thực và sau đó là một tiểu đoàn bộ binh từ Trung đoàn 21 (sau này đổi tên thành Trung đoàn bộ binh 21, Hạm đội Hoàng hậu) và một số tàu chiến. Sau đó trong cuộc xung đột, một số máy bay vận tải đã được gửi bởi chính phủ Thái Lan. Trung đoàn trở về Thái Lan tháng 3 năm 1955.

## Trung đoàn 21 Thái Lan

### Hoạt động tại Hàn Quốc
- Trận Pork Chop Hill
- Trận Seoul lần thứ 3

### Trận Pork Chop Hill
Trận chiến của Sườn Đồi (ngày 31 tháng 10 - ngày 11 tháng 11 năm 1952) liên quan đến nhiều cuộc chiến đấu để kiểm soát các đồi then chốt và chi phối chủ đạo dọc theo tuyến tiền tuyến trong khi nói chuyện với nhau tại Panmunjeom. Một trận đồi điển hình đã được tiến hành tại "Porkchop Hill", sau đó được giữ bởi các lính của Tiểu đoàn bộ binh Thái Lan 21, người đã đẩy lùi một cuộc tấn công của Tình nguyện viên Nhân dân Trung Quốc. Sau chiến thắng này, quân đội Hoa Kỳ đã trao tặng một người lính Thái Lan huy hiệu Uy Tín, trong đó có 12 người nhận được Sao Bạc và 26 người được tặng huy chương Đồng. Họ được biệt danh là "Hổ Nhĩ Kỳ" của Tướng James Van Fleet, chỉ huy quân đội Hoa Kỳ lần thứ 8.
Người Trung Quốc đã cố gắng hết sức để bắt được Porkchop Hill, tấn công nó năm lần, hai người đầu tiên thăm dò các phòng thủ và ba người cuối cùng lên ngọn đồi. Tất cả đều bị người Thái đánh bại từ ngày 11 tháng 11 năm 1952 đến ngày 28 tháng 2 năm 1953, vẫn thuộc Trung đoàn 9 Bộ Binh Hoa Kỳ.

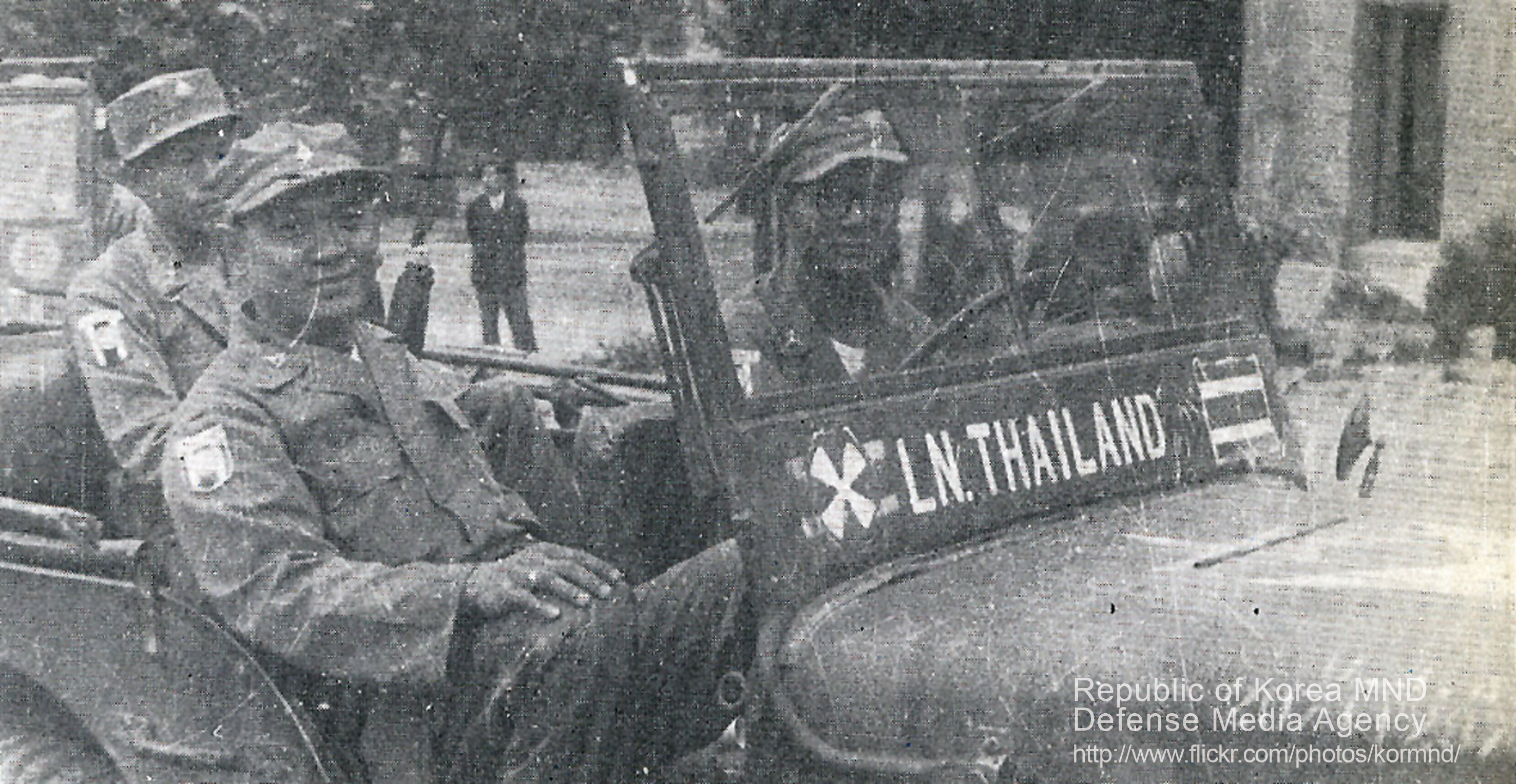
Binh lính Thái đến ở Pusan trong năm 1950.

Vào mùa xuân năm cuối cùng của cuộc chiến (tháng 3 đến tháng 6 năm 1953), người Thái dành phần lớn thời gian tập luyện và là lực lượng Bộ đội Mỹ lần thứ 9 Sau đó họ chuyển đến Kyo-dong, phía tây Uncheon vào ngày 4 tháng 5. Trận chiến xảy ra trong vùng lân cận của "Boomerang" từ ngày 14 đến 27 tháng 7 năm 1953 ở phía tây bắc của Kumhwa, sau khi chiến thắng của Bỉ trước cuộc tấn công của Trung Quốc trước đó.

### Đình chiến
Lực lượng bộ binh Thái ở lại Hàn Quốc cho đến tháng 6 năm 1972.

## Tham gia hải quân

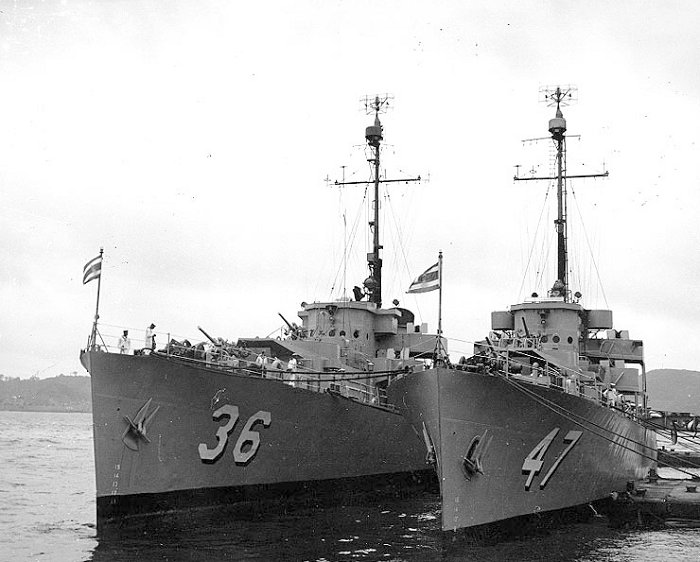
Chiếc USS Glendale và Gallup ở Thái Lan năm 1951 trước khi được giao cho Hải quân Hoàng gia Thái Lan. Gallup, đã phục vụ tại Hàn Quốc với Hải quân Hoa Kỳ, cũng sẽ phục vụ với hải quân Thái dưới tên HMTS Prasae II.

Vào ngày 7 tháng 11 năm 1950, hai tàu chiến Thái Lan, HTMS Prasae và HTMS Bangpakong) đến Hàn Quốc. Họ phục vụ dưới sự chỉ huy của Liên Hợp Quốc, thực hiện nhiệm vụ hộ tống và bắn phá các mục tiêu của đối phương trên đất liền. Thật không may, Prasae chạy trên bờ biển gần Yangyang trong cơn bão tuyết. Những nỗ lực để tái thiết cô không thành công, và cô đã bị bắn vào ngày 7 tháng 1 năm 1951, xác tàu của cô đang bị bắn phá để hoàn thành sự tàn phá. Bangpakong rời Hàn Quốc vào ngày 16 tháng 2 năm 1952. Ngày 29 tháng 12 năm 1951, hai tàu chiến Thái Lan, HTMS Prasae II và HTMS Tachin, đến Hàn Quốc. Họ đi thuyền về nhà một năm rưỡi sau cuộc đình chiến vào ngày 21 tháng 1 năm 1955.
Tàu vận tải HTMS Sichang đến Hàn Quốc vào ngày 7 tháng 11 năm 1950, vẫn còn đó cho đến ngày 15 tháng 7 năm 1951.

## Máy bay
Không quân Hoàng gia Thái Lan cung cấp máy bay Douglas C-47 Skytrain tham gia chiến tranh Triều Tiên. Vào ngày 22 tháng 9 năm 1950, Chính phủ Thái Lan đã ra lệnh cho các đơn vị quân đội của họ hỗ trợ các hoạt động quân sự của Liên hợp quốc trong Chiến tranh Triều Tiên. Ba đội đặc nhiệm của Không quân Thái Lan sẽ phục vụ Hàn Quốc:
1. Lần đầu tiên trong tổng số 22 Đội Điều tra viên Không lưu đã được gửi đến Bộ Tư lệnh Liên Hợp Quốc năm 1951.
2. Lần đầu tiên trong số 29 Đội Điều dưỡng Không gian bắt đầu nhiệm vụ vào ngày 26 tháng 12 năm 1950, ở đó cho đến năm 1974.
3. Tổng cộng có hai mươi chín đội truyền giáo RTAF phục vụ tại Hàn Quốc từ năm 1951 đến năm 1971.

## Di sản

Ruy băng của Huy chương Chiến thắng Thái Lan cho Chiến tranh Triều Tiên

Trong thời kỳ Chiến tranh Triều Tiên, Thái Lan đã cử tổng cộng 11.786 binh sĩ đến Hàn Quốc. Có ghi lại rằng có 136 lính Thái đã mất mạng trong chiến tranh. Năm 1974, Chính phủ Hàn Quốc đã xây dựng một tượng đài, và một gian hàng của Thái Lan ở thành phố Pocheon, để tôn vinh những người lính Thái tham gia chiến tranh Triều Tiên. Ngày 4 tháng 11 năm 2008, Đại sứ quán Thái Lan tại Seoul, với sự hợp tác của Văn phòng Quốc vụ Attache, đã tổ chức lễ khai mạc đài tưởng niệm Thái Lan tại Nghĩa trang Tưởng niệm Liên hợp quốc tại Hàn Quốc (UNMCK) để tưởng niệm những hy sinh của lính Thái trong thời gian Chiến tranh Hàn Quốc. Ngày nay, Chính phủ Thái Lan đã duy trì việc phân công một sĩ quan quân đội làm sĩ quan liên lạc tại Uỷ ban Đình chiến và sáu lính để làm thành viên của Công ty Tư lệnh Honor Guard của Liên hợp quốc tại Seoul.
HTMS Prasae II đã ngừng hoạt động từ Hải quân Hoàng gia Thái Lan vào năm 2000 và được chỉ định làm tàu bảo tàng. Nó được nhìn thấy tại cửa sông Prasae, tỉnh Rayong (Thái Lan) do Ủy ban Cộng đồng Sông Rémaa, nơi bà phục vụ như một đài tưởng niệm. Ngoài ra còn có một tượng đài cho Trung đoàn 21 Bộ Binh.

## Đường dẫn bên ngoài
- The Eternal Partnership: Thailand and Korea - A History of the Participation of the Thai Forces in the Korean War, 2010
- History of Thailand
- 60 Years of the "Little Tiger" – Thai Soldiers in the Korean War Lưu trữ ngày 26 tháng 12 năm 2011 tại Wayback Machine
- Thai Forces Lưu trữ ngày 22 tháng 8 năm 2012 tại Wayback Machine
- The Kingdom of Thailand 60th Anniversary of the Korean War Commemoration Committee Lưu trữ ngày 14 tháng 3 năm 2012 tại Wayback Machine
- Lưu trữ ngày 26 tháng 12 năm 2011 tại Wayback Machine
- Lưu trữ ngày 26 tháng 10 năm 2013 tại Wayback Machine